# Kleine Bibliothek des Abendlandes
Die Kleine Bibliothek des Abendlandes (Abkürzung: KBA) ist eine Buchreihe, die seit Herbst 2017 im Be&Be-Verlag des Stiftes Heiligenkreuz von der Philosophin Hanna-Barbara Gerl-Falkovitz und der Germanistin Gudrun Trausmuth herausgegeben wird.
Vergriffene und in Vergessenheit geratene Texte aus Literatur, Theologie und Philosophie, welche die Geistigkeit des Abendlandes zum Ausdruck bringen, sollen in der KBA wieder zur Verfügung gestellt werden. Dabei liegt ein Schwerpunkt auf Autoren des europäischen Renouveau catholique, einer literarischen und geistlichen Bewegung des 20. Jahrhunderts. Geplant ist die Publikation von 4 bis 6 Bänden im Jahr.
Jeder Band bzw. jeder Text wird durch ein Leselicht eingeleitet: Die kulturhistorischen, philologischen und philosophischen Ausführungen eines Experten sollen den Text erhellen und den jeweiligen Autor im Kontext seiner Zeit und in seiner Relevanz vorstellen.
Die Kleine Bibliothek des Abendlandes erschien zunächst als Klappenbroschur, seit Band 6 aber in Hardcover. Jeder Band hat eine andere Farbe, mit Goldprint und gleichfarbiger Illustration auf dem Cover. Die Texte sind teilweise mit Illustrationen versehen.

## Publikationen
- Bd. 1: James Stephens, Fionn der Held. Irische Sagen und Märchen. Leselicht Hanna-Barbara Gerl-Falkovitz
- Bd. 2: Paul Claudel, Kreuzweg. Mariä Verkündigung. Leselichter von Gundula Harand, Veit Neumann
- Bd. 3: Gertrud von le Fort, Das Schweißtuch der Veronika, Teil 1. Der römische Brunnen. Leselicht von Gudrun Trausmuth
- Bd. 4: Gertrud von le Fort, Das Schweißtuch der Veronika, Teil 2. Der Kranz der Engel. Leselicht von Hans-Rüdiger Schwab
- Bd. 5: Ruth Schaumann: Die Geheimnisse um Vater Titus. Der Jugend erzählt. Leselicht von Hanna-Barbara Gerl-Falkovitz
- Bd. 6: John Henry Newman: Betrachtungen und Gebete. Leselicht von Paul Bernhard Wodrazka

- Bd. 7: Werner Bergengruen: Am Himmel wie auf Erden. Leselicht von Nicolaus Buhlmann
- Bd. 8: Bernhard von Clairvaux: Honig aus dem Felsen. Leselicht von Alkuin Volker Schachenmayr
- Bd. 9: Neue Schau. Große christliche Erzählungen im 20. Jahrhundert. Leselichter von H-B. Gerl-Falkovitz, G. Trausmuth, A. Schachenmayr, K. Thielmann, J. Bryson
- Bd. 10: Giovannino Guareschi: Don Camillo und Peppone. Ausgewählte Geschichten. Leselicht von Karl Wallner